# Tosefta
Toseftá (do hebraico תוספתא suplemento) é uma segunda compilação da lei oral no período da redação da Mishná (cerca de 200 d.C.).

## Visão geral
De muitas maneiras, o Tosefta age como um suplemento à Mishná (tosefta significa "suplemento, adição"). A Mishná (do hebraico: משנה) é a compilação básica da lei oral do Judaísmo; segundo a tradição, foi compilada em 189 da EC. O Tosefta corresponde de perto ao Mishnah, com as mesmas divisões para sedarim ("ordens") e masekhot ("tratados"). É escrito principalmente em Hebraico Mischnaico, com algum Aramaico.

## Origens
De acordo com a tradição rabínica, o Tosefta foi redigido pelos Rabinos Ḥiya e Oshaiah (um aluno de Ḥiya).